# 마쿠라몬
마쿠라몬(Makuramon, マクラモン)은 디지몬 시리즈에서 등장하는 캐릭터(몬스터)이다.

## 소개
성우는 호리카와 료 / 손정아. 인간세상에서 선택받은 아이들을 놀래키는 장난을 하는 인간으로 원래는 인간으로 변장한 모습 진짜 본 모습은 디지몬의 신 백호몬의 부하이자 데바중 한 명이며, 원숭이의 모습을 하고 있다. 인간세상으로 와서 동글몬을 감시하며 동글몬을 납치한다. 베르제몬에게 신의 영역까지 무너뜨린다며 항의하러 왔다가 베르제몬에게 흡수당한다. 12마리 데바 중에서 유일하게 인간의 모습으로 변신하는 디지몬.